# Casa Loma
Casa Loma è uno storico edificio della città di Toronto in Canada.

## Storia
Fu costruito tra il 1911 e il 1914 come residenza del finanziere Sir Henry Pellatt. L'architetto era E. J. Lennox, che progettò diversi altri monumenti della città. Oggi ospita un museo storico ed è un edificio simbolo di Toronto.

## Descrizione
L'edificio presenta uno stile neogotico. Possiede un giardino. Casa Loma si trova nel centro della città, a 140 metri sul livello del mare.